# Frankie Housley
Mary Frances «Frankie» Housley (Knoxville, 12 de octubre de 1926-Filadelfia, 14 de enero de 1951) fue una auxiliar de vuelo estadounidense que fue la única asistente de vuelo en el vuelo 83 de National Airlines, que se estrelló después de aterrizar en el Aeropuerto Internacional de Filadelfia el 14 de enero de 1951. Llevó a 10 pasajeros a un lugar seguro y luego regresó a la cabina en llamas para salvar a un bebé. Murió en el intento y luego fue encontrada sosteniendo el cuerpo de un bebé de cuatro meses en sus brazos.

## Primeros años
Mary Frances «Frankie» Housley nació en Knoxville, Tennessee, hija de John H. Housley y Fannie Mayer Housley. Creció en Fountain City y asistió a Central High School, donde fue miembro del Bowling Club, Commercial Club, Science Club y Glee Club, y miembro de la sociedad de honor. Asistió a la Universidad de Tennessee durante un año y se comprometió a formar parte de la hermandad Sigma Kappa, pero se fue para casarse. Pronto se divorció y luego trabajó como asistente de oficina para médicos en Jacksonville, Florida. En 1950, solicitó un trabajo como auxiliar de vuelo en National Airlines (NA) y fue contratada al día siguiente.

## El choque
A las 2:13 p. m. del 14 de enero de 1951, el vuelo 83 de National Airlines, un Douglas DC-4, aterrizó en Filadelfia desde Newark, Nueva Jersey, en ruta a Norfolk, Virginia. Se salió de la pista helada, atravesó una valla y se metió en una zanja. El ala izquierda se rompió, rompiendo los tanques de gasolina y el avión se incendió. Housley abrió la puerta de emergencia y vio el suelo a dos metros y medio más abajo. Al regresar a la cabina, ayudó a los pasajeros a soltarse los cinturones de seguridad, los guio hasta la puerta y les dio un suave empujón a los que dudaban en saltar. Luego de salvar a 10 pasajeros, regresó a la cabina para intentar rescatar a un bebé de cuatro meses. Una vez extinguido el fuego, se encontraron los cuerpos de cinco mujeres y dos bebés, entre ellos Housley con un bebé en brazos.

## Secuelas
National Airlines instaló una placa en honor a Housley en el Variety Children's Hospital en Miami. Se le concedió póstumamente la Medalla Carnegie del Carnegie Hero Fund en 1951. Hay un monumento a ella frente a la estación de bomberos Engine 78 en el Aeropuerto Internacional de Filadelfia. El animador Eddie Cantor realizó un espectáculo benéfico en Jacksonville para recaudar fondos para una nueva ala del Hospital Hope Haven para niños lisiados que se nombrará en honor a Housley. El capítulo de Knoxville de los Shriners dedicó una habitación en el Hospital de Niños a Frankie Housley. Quince años después, Reader's Digest publicó A Girl Named Frankie; su autor, MacKinlay Kantor, la llamó «la mujer más valiente de Estados Unidos». Fue incluida en el Salón de la Fama de la Aviación de Florida en 2016. El puente en Holbrook Drive en su ciudad natal de Fountain City, Tennessee, fue nombrado en su honor en 2017. El 9 de octubre de 2020, se dio a conocer un marcador histórico del estado de Tennessee (1E 136) en su honor cerca de la esquina de Forestal Drive y Tazewell Pike en Fountain City.

## En la cultura popular

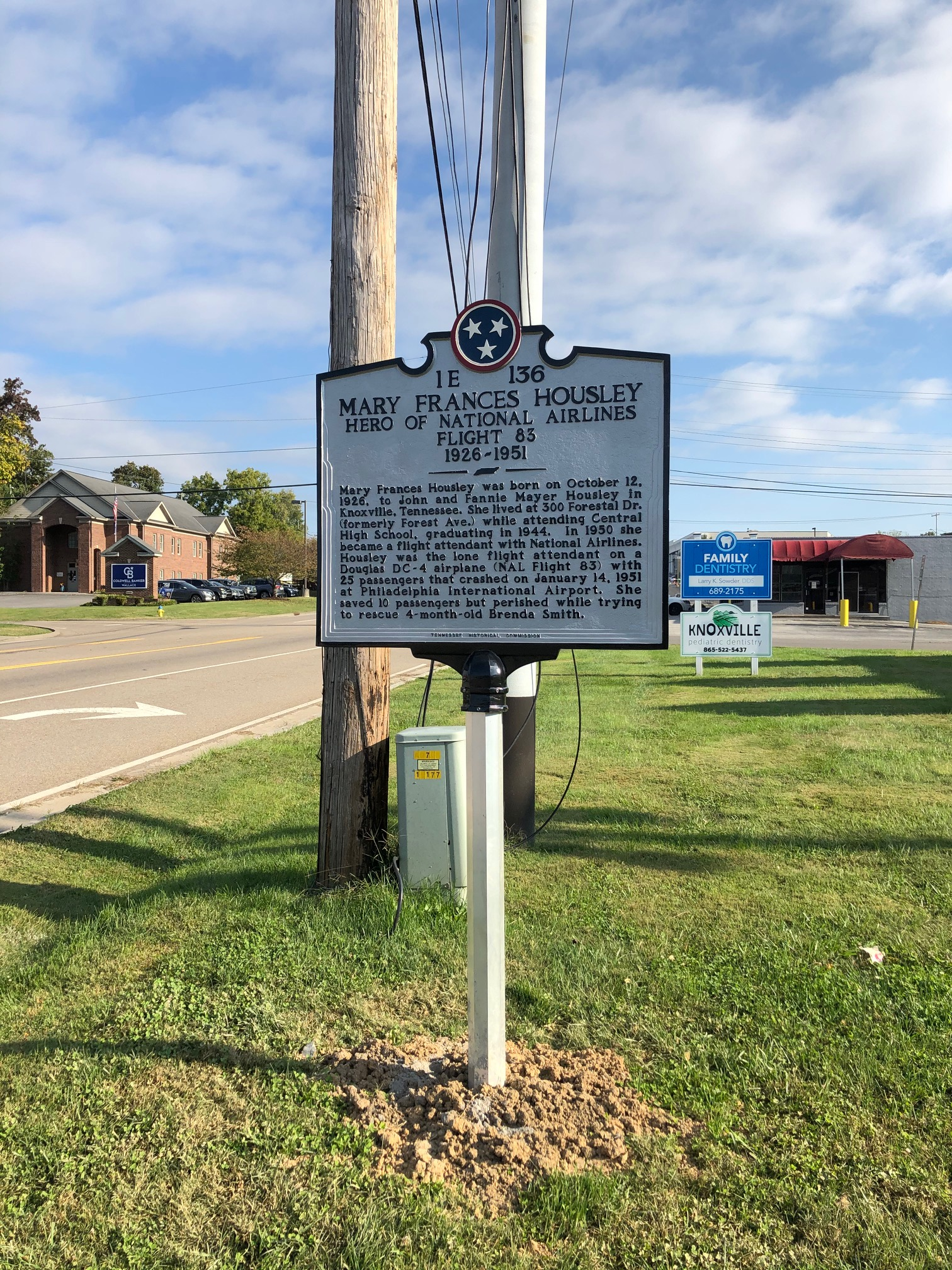
Marcador histórico de Mary Frances Housley del estado de Tennessee (1E 136) ubicado cerca de la esquina de Forestal Drive y Tazewell Pike en Knoxville, Tennessee.

En septiembre de 1951, su historia fue adaptada a un cómic y apareció en la portada del número 68 de New Heroic Comics, publicado por Eastern Color Printing.